# George Lewis Coke
George Lewis Coke (1715-1751) de Melbourne Hall, Melbourne, Derbyshire est un propriétaire terrien anglais. 

## Biographie
George Lewis Coke est né en 1715 de Thomas Coke et de son épouse Mary Hale. Son père a été vice-chambellan de la maison de la reine Mary et de George Ier  et brièvement (en 1704) caissier de la réception de l'échiquier. 

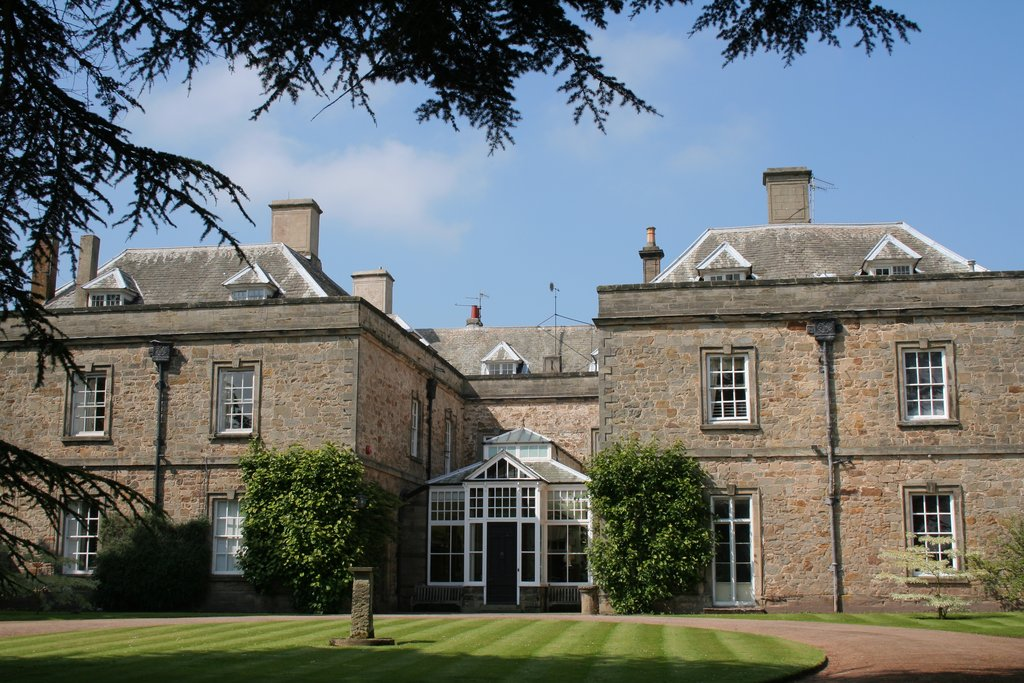
Melbourne Hall, Derbyshire

Son père est décédé quand il avait douze ans et il est pris en charge par son oncle, John Coke, à Londres. Il fréquente l'Université d'Oxford en 1732 et le domaine de Kings Newton est acheté pour lui par son oncle . Il a également hérité des biens de son père à Melbourne, dans le Derbyshire. 
Quand Coke a dix-neuf ans, il entreprend le traditionnel Grand Tour d'Europe, bien qu'il ait été nommé arpenteur général des douanes de Sa Majesté deux ans auparavant alors qu'il n'avait que 17 ans . La première année, il visite Paris et après avoir passé l'hiver à Montpellier, il visite Rome et Venise. Pendant son séjour en Italie, il fait peindre son portrait par le peintre italien Pompeo Batoni, qui gagne bien sa vie auprès de jeunes aristocrates anglais. Comme d'autres portraits du Grand Tour, Coke apparaît parmi les antiquités. Dans ce cas, le Colisée est à l'arrière-plan de la composition de Batoni. À son retour de l'étranger, Coke est accompagné d'un «compagnon et tuteur» connu sous le nom de John Lewis Pasteur. 
Entre 1742 et 1745, Coke engage William Smith pour remodeler les jardins de Melbourne Hall qui, avec la reconstruction de l'aile avant et est, ont achevé les plans de son père décédé prématurément. 
En 1745, un événement clé se produit dans l'histoire britannique lorsque Charles Édouard Stuart débarque avec des partisans écossais vers le sud en direction de Londres pour réclamer le trône d'Angleterre. Les troupes ont atteint le pont Swarkestone qui emprunte la route entre Derby et Melbourne sur la rivière Trent. Une source dit que le sous-lieutenant et le représentant du monarque dans le comté en 1745 était George Lewis Coke . 
À sa mort en 1751, sa propriété revient à sa sœur, Charlotte, qui épouse l'avocat de la famille, Matthew Lamb (1er baronnet), et est la grand-mère de William Lamb, 2e vicomte Melbourne, le Premier ministre victorien.     